# Stefan Chojnowski
Stefan Chojnowski (ur. 24 kwietnia 1926 r. w Soboklęszczu k. Ciechanowa) – rolnik, poeta, działacz społeczny.
Autor wierszy sławiących głównie rodzinną wieś, rolników i ich pracę. Wydał tomiki poezji: Lubię oddechy pól (1980), Narodziny tęczy (1985), W zieloności Mazowsza (1994), List do serc (2003), W zadumie mazowieckich drzew (2007), Ostatnie promienie słońca (2012), Modlę się polskiego zboża łanem (2015). Współzałożyciel Stowarzyszenia Twórców Ludowych w Lublinie, były prezes Klubu Pracy Twórczej w Ciechanowie, w latach 2004–2009 członek Oddziału Ciechanowskiego Związku Literatów Polskich, członek założyciel Związku Literatów na Mazowszu. 
Wieloletni działacz wiejski, członek rad gminnej i gromadzkiej; przez 7 lat był sołtysem. 
Odznaczony m.in. Krzyżem Kawalerskim OOP, Złotym Krzyżem Zasługi, odznakami: Zasłużony Działacz Kultury, Za zasługi dla województwa ciechanowskiego, Za zasługi dla kółek rolniczych. Ponadto uhonorowany nagrodą im. Franciszka Rajkowskiego (1984), przyznaną przez Towarzystwo Miłośników Ziemi Ciechanowskiej, nagrodą im. Jana Pocka za ludową twórczość poetycką, ogólnopolską nagrodą im. Oskara Kolberga. W 2011 wyróżniony medalem „Pro Masovia”.